# Sendzimir-Gerüst

Sendzimir-Walzenanordnung

Ein Sendzimir-Gerüst ist eine Vielwalzen-Gerüstkonstruktion (engl. cluster mill) zum Kaltwalzen, mit dem Flachprodukte besonders toleranzarm und dünn gewalzt werden können. Es ist nach seinem Erfinder Tadeusz Sendzimir benannt, der das Grundprinzip im Juli 1935 zum Patent anmeldete.

## Funktionsweise
Basierend auf einem im Jahre 1930 von Wilhelm Rohn entwickelten Mehrrollenwalzwerk,
bei dem die zwei Arbeitswalzen durch vier größere Stützwalzen abgestützt werden, die sich wiederum auf sechs weiteren nochmals größeren Stützwalzen abstützen (1-2-3-Konfiguration) – eine Durchbiegung der Arbeitswalzen also rein durch die Steifigkeit der größeren Stützwalzen verhindert wird – sind beim heutigen Sendzimir-Gerüst die Arbeitswalzen sowie die vier Primärstützwalzen nur schwimmend gelagert und die sechs Sekundärstützwalzen nochmals durch zusätzliche acht Rollengruppen mit nochmals größerem Durchmesser abgestützt (1-2-3-4-Konfiguration). Diese nebeneinander walzenartig angeordneten Rollen sind in kurzen Abständen auf justierbaren Lagerblöcken gelagert, wodurch sich die Durchbiegung bzw. die Unterstützung des Walzenstapels über diese Lagerblöcke an das Walzgut anpassen lässt und die wirkenden Kräfte nicht nur über die Steifigkeit der Walzen und die Walzenlager im Gerüst abgefangen werden. Die schwimmende Lagerung der Arbeits- und Unterstützungswalzen, die seitlich aus dem Gerüst entnommen werden können, verkürzt außerdem die Rüstzeiten bei einem Walzenwechsel erheblich, was den Betrieb eines solchen Walzwerks besonders wirtschaftlich macht.